# Ignacia Supepí Cuasase
Ignacia Supepí Cuasase (Río Blanco, Bolivia,1987), mujer líder en su comunidad, en la actualidad es la cacique de la comunidad indígena de Río Blanco, en Bolivia.

## Biografía
Nació en 1984,en la Comunidad Indígena Chiquitana de Río Blanco, cerca del municipio de Concepción en la Chiquitania.Desde muy niña,  sentía que ser indígena o mujer no debían ser condicionantes para ser tratada de forma diferente.
Trabajó como agricultora, criando aves de corral y cultivando fruta. En 2017,empezó a perfilarse con más fuerza. Ese año fundó junto a otras mujeres, la Asociación Las Pioneras, con el fin de aprovechar los frutos del bosque y producir aceites de cusi y copaibo.Esta organización ofrecía a las mujeres la oportunidad de participar activamente en el trabajo comunitario y de percibir sus propios ingresos. 
Reconoció la importancia de la independencia económica de las mujeres: “En cuanto empezamos a ganar dinero, los hombres nos respetaron”, afirma esta madre de cinco hijos.
A través de diversas iniciativas,entre las que se incluían proyectos con la Deutsche Gesellschaft für Internationale Zusammenarbeit (GIZ) GmbH, por encargo del Ministerio Federal de Cooperación Económica y Desarrollo (BMZ) de Alemania, entabló contacto con otras mujeres indígenas que también eran voluntarias.
El intercambio motivó, que en 2022,con 35 años, se presentarse como cacique. Gracias al apoyo de muchas otras mujeres, consiguió acceder al cargo de cacique de la comunidad Río Blanco del Territorio Indígena Originario Campesino (TIOC) Monte Verde de San Javier, en Santa Cruz. Es la líder de comunidad, y opina que las mujeres deben asumir tareas en sus comunidades y convertirse de esta manera en personalidades respetadas.Bisse Falk, una escritora sueca, decía de ella que era la cacique más joven de la historia en ocupar el máximo cargo en la comunidad de Río Blanco.
En 2023, participó en la Feria Integral del Bosque, en Santa Cruz, exponiendo la importancia de las mujeres indígenas y el reposicionamiento de sus derechos. Visibilizando, de esta manera, su rol como promotoras y guardianas de los ecosistemas y la biodiversidad. En 2024, intervino en la reunión de asociaciones de mujeres indígenas emprendedoras del municipio de Concepción, representado a las mujeres de Río Blanco,  y mencionó que “Las mujeres indígenas somos las actoras principales de la defensa del bosque seco chiquitano ..." 
En 2024, en la comunidad de Río Blanco, con esta cacique al frente, tuvieron que luchar contra un devastador incendio.